# Anpart
En anpart er en ejerandel i et firma eller andet projekt.
Særligt hyppigt bruges ordet om en ejerandel som kommanditist i et kommanditselskab. 